# Tom Dempsey (Footballspieler)
Thomas John „Tom“ Dempsey (* 12. Januar 1947 in Milwaukee, Wisconsin; † 4. April 2020 in New Orleans, Louisiana) war ein US-amerikanischer American-Football-Spieler in der National Football League (NFL). Der 1,88 Meter große und während seiner Spielerkarriere 115 Kilogramm schwere Dempsey spielte auf der Position des Kickers und war einer der wenigen körperbehinderten Spieler in der NFL-Geschichte.

## Leben
Dempsey wurde mit einer verkümmerten rechten Körperhälfte geboren: sein rechter Arm war unterentwickelt, die rechte Hand hatte nur zwei statt fünf Finger, und sein rechter Fuß besaß keine Zehen und war nur halb so lang wie sein gesunder linker Fuß. Diese Behinderungen hielten ihn nicht davon ab, American Football zu spielen. Dempsey erinnerte sich, Mobbing-Versuche von Kollegen und Gegnern deswegen abgewehrt zu haben, weil er mit seinem rechten Armstumpf „jemanden töten“ konnte. Am Palomar College in Kalifornien spielte er Linebacker, obwohl er zum Tackling nur eine Hand hatte, bis dem Coach Dempseys lange, kraftvolle Kicks auffielen und er ihn trotz seines behinderten rechten Schussfußes zum Kicker machte. Für diese Position wurde Dempsey 1969 von den New Orleans Saints verpflichtet.
Aufgrund seiner Behinderung trug Dempsey an seinem rechten Schussfuß einen Spezialschuh, der kürzer, aber breiter war als gewöhnliche Footballschuhe und ein Eisengewicht vorne hatte (all dies ist nach heutigen NFL-Regeln verboten). Zudem benutzte er eine ungewöhnliche Schusstechnik. Statt wie andere Placekicker mit starker Hüftdrehung zu schießen (ähnlich einem Fußballtorwart beim Abstoß), lief er frontal an und trat das Ei nur aus den Beinen heraus. Dempsey konnte damit zwar weit, aber nicht besonders präzise schießen, was seine eher durchschnittliche Karriere-Field-Goal-Quote von 61 Prozent zeigt. Trotzdem wurde Dempsey 1969 in den Pro Bowl gewählt und etablierte sich als Publikumsliebling, da die Fans der Saints großen Respekt vor den Leistungen des körperbehinderten Kickers hatten.
Am 8. November 1970 schlug Dempseys große Stunde. Die New Orleans Saints lagen gegen die Detroit Lions zwei Sekunden vor Spielende mit 16:17 zurück und hatten nicht einmal die Mittellinie überquert. Das Tor befand sich nach den damaligen Regeln (bis 1974) noch auf der Goalline (Beginn der Endzone). Für den letzten Spielzug beschloss man, Dempsey einen 63 Yards langen Field-Goal-Versuch treten zu lassen, obwohl bis dahin das längste Field Goal der NFL-Geschichte aus 56 Yards erzielt wurde. Dempsey verwandelte diesen Kick. Bis 2013 gelang es nur Jason Elam von den Denver Broncos (unterstützt durch die Höhenluft von Denver) 1998, Sebastian Janikowski von den Oakland Raiders 2011 ebenfalls in Denver und 2012 David Akers von den San Francisco 49ers, diese Leistung in einem NFL-Spiel zu wiederholen. Am 8. Dezember 2013 brach Matt Prater den Rekord mit 64 Yards.
Bei den Saints spielte Dempsey zwei Jahre lang, bis er bei den Philadelphia Eagles (1971–74), den Los Angeles Rams (1975–76), den Houston Oilers (1977) und den Buffalo Bills (1978–79) spielte. Danach beendete er seine Karriere. Obwohl er nur zwei Jahre bei den Saints spielte, wurde Dempsey 1989 in die „Saints Hall of Fame“ gewählt. Er hält immer noch den ewigen Saints-Rekord für Field Goals in einem NFL-Spiel (sechs gegen die New York Giants, Saison 1969).
Dempsey lebte mit seiner Frau zuletzt in New Orleans. Am 28. März 2020 erkrankte er an COVID-19 und starb, eine Woche später, am 4. April 2020 in einem Hospiz in New Orleans.